# 張纘曾
張纘曾（1582年—1636年），字公緒，號九野，又號静生，南直隶常州府無錫縣人，明朝政治人物。

## 生平
張選曾孫。崇禎元年（1628年）戊辰科進士，授行人，两奉使命，擢南考功主事，帝亲改爲御史。一载试职，上章十九。巡视東城，不畏强御，疏糾时相，著直声。授浙江道御史，巡按河南，以劳卒于官。

## 引用
1. ↑  《无锡县志》
2. ↑  《常州府志》